# Димитър Томов (писател)
Димитър Георгиев Томов е български писател.

## Биография
Димитър Томов е роден на 29 октомври 1957 г. в Павликени. Завършва българска филология във Факултета по славянски филологии и право в Юридическия факултет на Софийския университет „Св. Климент Охридски“.
Десет години е зам. главен редактор на в. „Софийски университет“. Двадесет и пет години е директор на Университетско издателство „Св. Климент Охридски“. Автор е на редица статии и разкази във вестници и списания.
През 1985 г. излиза първата му книга „Пришълец“, през 1990 г. издава повестта „Животът продължава“, а през 1997 – „Българската книижовна школа“.
През 2004 г. за сборника от разкази „Безкрайният катун. Цигански работи“ е удостоен с наградата „Николай Хайтов“ и е неин пръв носител. През 2005 г. издава сборник разкази „Трусове на любовта“.
За сборника от разкази „Пътища“ през 2007 г. Димитър Томов получава Годишната награда на Съюза на българските писатели за най-добра белетристична книга за 2006 година.
През 2008 г. издава сборникът с разкази „Нос Павликени“. Разказите му са преведени на руски език под заглавие „Табор, которой уходит в небо“ и с тази книга през 2009 г. е приет за член на Съюза на руските писатели, което го прави първият български писател удостояван с такава чест.
Разказите му са преведени и издадени още на английски и френски език.
През 2010 г. получава наградата „Йордан Йовков“ за цялостно белетристично творчество и майсторство на разказа.
2016 г. получава Национална литературна награда на името на Георги Караславов за цялостното му творчество.
Член на Съюза на българските писатели. Женен, с три деца.